# Purpuricenus
Purpuricenus är ett släkte av skalbaggar. Purpuricenus ingår i familjen långhorningar.

## Bildgalleri

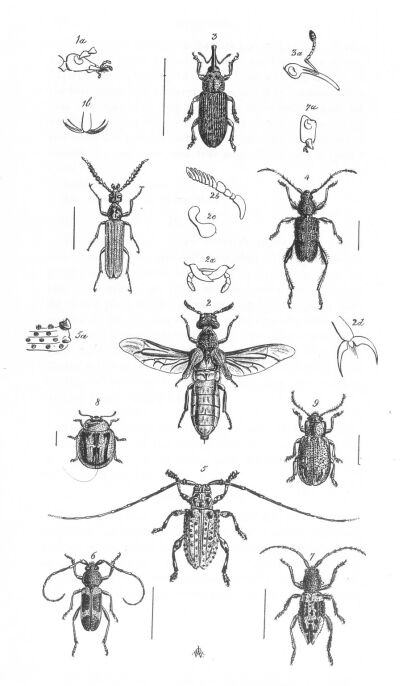
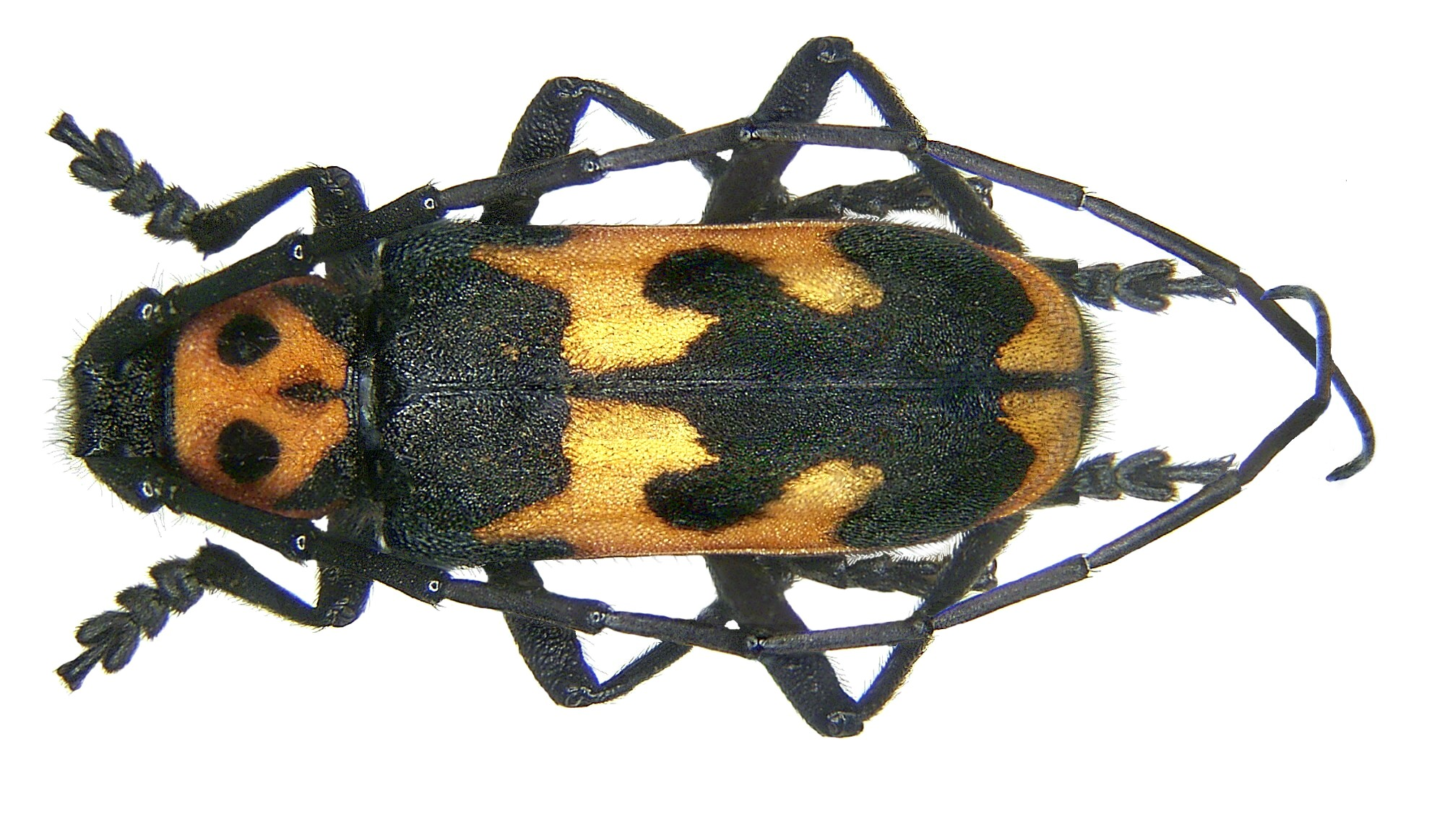

## Dottertaxa tillPurpuricenus, i alfabetisk ordning[1]
- Purpuricenus atromaculatus
- Purpuricenus axillaris
- Purpuricenus barbarus
- Purpuricenus bipartitus
- Purpuricenus caputorubens
- Purpuricenus caucasicus
- Purpuricenus chopardi
- Purpuricenus cornifrons
- Purpuricenus dalmatinus
- Purpuricenus decorus
- Purpuricenus deyrollei
- Purpuricenus dimidiatus
- Purpuricenus diversithorax
- Purpuricenus ferrugineus
- Purpuricenus foraminifer
- Purpuricenus frommi
- Purpuricenus globiger
- Purpuricenus globulicollis
- Purpuricenus goetzei
- Purpuricenus graecus
- Purpuricenus haussknechti
- Purpuricenus humeralis
- Purpuricenus indus
- Purpuricenus innotatus
- Purpuricenus kabakovi
- Purpuricenus kaehleri
- Purpuricenus konradi
- Purpuricenus lameerei
- Purpuricenus linsleyi
- Purpuricenus lituratus
- Purpuricenus longevittatus
- Purpuricenus malaccensis
- Purpuricenus mesopotamicus
- Purpuricenus montanus
- Purpuricenus nabateus
- Purpuricenus nanus
- Purpuricenus nicocles
- Purpuricenus nigronotatus
- Purpuricenus nudicollis
- Purpuricenus opacus
- Purpuricenus optabilis
- Purpuricenus paraxillaris
- Purpuricenus quadrinotatus
- Purpuricenus renyvonae
- Purpuricenus sanguinolentus
- Purpuricenus sasanus
- Purpuricenus schaiblei
- Purpuricenus schauffelei
- Purpuricenus schurmanni
- Purpuricenus spectabilis
- Purpuricenus subnotatus
- Purpuricenus talyshensis
- Purpuricenus temminckii
- Purpuricenus tommasoi
- Purpuricenus tsherepanovae
- Purpuricenus wachanrui
- Purpuricenus wieneckii
- Purpuricenus zarudnianus